# Gelson Martins
Gelson Dany Batalha Martins, noto semplicemente come Gelson Martins (Praia, 11 maggio 1995), è un calciatore portoghese di origini capoverdiane, centrocampista dell'Olympiacos.

## Carriera

### Club
Nella stagione 2014-2015 esordisce con la maglia dello Sporting, società con cui già aveva giocato a livello giovanile; in particolare gioca 2 partite di Coppa di Lega portoghese con la prima squadra e 40 partite, nel corso delle quali segna anche 6 reti, nella seconda serie portoghese con la maglia della squadra riserve dello Sporting. Nel 2015 vince la Supercoppa del Portogallo.
Il 18 agosto 2015 ha esordito nelle coppe europee giocando gli ultimi 14 minuti della partita del quarto turno preliminare di Champions League vinta per 2-1 contro il CSKA Mosca. Successivamente gioca anche alcuni minuti in Supercoppa (competizione vinta dalla sua squadra) ed esordisce prima nel campionato portoghese e poi in Europa League, competizione nella quale il 18 settembre 2015 gioca da titolare la prima partita della fase a gironi.
Il 24 luglio 2018 passa all'Atlético Madrid. Dopo aver trovato poco spazio nella rosa dei Colchoneros, il 27 gennaio 2019 si trasferisce in prestito al Monaco; il 1º luglio seguente viene acquistato a titolo definitivo, firmando un contratto quinquennale.
Il 1 febbraio 2020, durante la partita contro il Nîmes, Martins spintona l'arbitro. Il risultato è una squalifica per sei mesi, commissionata cinque giorni dopo.

### Nazionale
Dal 2012 al 2014 ha giocato numerose partite con le nazionali Under-18 ed Under-19; con quest'ultima rappresentativa nel 2014 ha anche giocato (e perso) una finale nei campionati europei di categoria, grazie alla quale il Portogallo si è qualificato per i Mondiali Under-20 del 2015.
Martins viene convocato anche per questa manifestazione, durante la quale segna anche un gol all'esordio, nella partita del 31 maggio 2015 vinta per 3-0 contro i pari età del Senegal. L'11 giugno segna il suo secondo gol del torneo nella partita degli ottavi di finale vinta per 2-1 contro i padroni di casa della Nuova Zelanda.
L'8 settembre 2015 gioca la sua prima partita in Under-21, in una delle partite di qualificazione agli Europei del 2017. Il 28 marzo gioca invece una partita (e segna una rete) con la nazionale Under-23.
Tra il 2016 ed il 2018 gioca in totale 21 partite con la nazionale maggiore portoghese, senza mai segnare; in questi anni viene convocato sia per la Confederations Cup del 2017 che per i Mondiali del 2018.

## Statistiche

### Presenze e reti nei club
Statistiche aggiornate al 3 gennaio 2024.
| Stagione                | Squadra                 | Campionato              | Campionato | Campionato | Coppe nazionali | Coppe nazionali | Coppe nazionali | Coppe continentali | Coppe continentali | Coppe continentali | Altre coppe | Altre coppe | Altre coppe | Totale | Totale |
| Stagione                | Squadra                 | Comp                    | Pres       | Reti       | Comp            | Pres            | Reti            | Comp               | Pres               | Reti               | Comp        | Pres        | Reti        | Pres   | Reti   |
| ----------------------- | ----------------------- | ----------------------- | ---------- | ---------- | --------------- | --------------- | --------------- | ------------------ | ------------------ | ------------------ | ----------- | ----------- | ----------- | ------ | ------ |
| 2014-2015               | Sporting Lisbona B      | SL                      | 40         | 6          | -               | -               | -               | -                  | -                  | -                  | -           | -           | -           | 40     | 6      |
| 2014-2015               | Sporting Lisbona        | PL                      | -          | -          | CP+CdL          | 0+2             | 0               | UCL+UEL            | -                  | -                  | -           | -           | -           | 2      | 0      |
| 2015-2016               | Sporting Lisbona        | PL                      | 29         | 4          | CP+CdL          | 3+2             | 1+1             | UCL+UEL            | 1+6                | 0+1                | SP          | 1           | 0           | 42     | 7      |
| 2016-2017               | Sporting Lisbona        | PL                      | 32         | 6          | CP+CdL          | 4+2             | 0+1             | UCL                | 6                  | 0                  | -           | -           | -           | 44     | 7      |
| 2017-2018               | Sporting Lisbona        | PL                      | 31         | 8          | CP+CdL          | 5+3             | 1+1             | UCL+UEL            | 8+5                | 2+1                | -           | -           | -           | 52     | 13     |
| Totale Sporting Lisbona | Totale Sporting Lisbona | Totale Sporting Lisbona | 92         | 18         |                 | 21              | 5               |                    | 26                 | 4                  |             | 1           | 0           | 140    | 27     |
| 2018-gen. 2019          | Atlético Madrid         | PD                      | 8          | 0          | CR              | 2               | 1               | UCL                | 2                  | 0                  | SU          | 0           | 0           | 12     | 1      |
| gen.-giu. 2019          | Monaco                  | L1                      | 16         | 4          | CF+CdL          | 0+1             | 0               | UCL                | -                  | -                  | SF          | -           | -           | 17     | 4      |
| 2019-2020               | Monaco                  | L1                      | 21         | 4          | CF+CdL          | 2+0             | 0               | -                  | -                  | -                  | -           | -           | -           | 23     | 4      |
| 2020-2021               | Monaco                  | L1                      | 23         | 3          | CF              | 4               | 0               | -                  | -                  | -                  | -           | -           | -           | 27     | 3      |
| 2021-2022               | Monaco                  | L1                      | 32         | 4          | CF              | 5               | 0               | UCL+UEL            | 4+6                | 1+0                | -           | -           | -           | 47     | 5      |
| 2022-2023               | Monaco                  | L1                      | 11         | 0          | CF              | 1               | 0               | UEL                | 2+1                | 0+0                | -           | -           | -           | 15     | 0      |
| 2023-gen.2024           | Monaco                  | L1                      | 0          | 0          | CF              | 0               | 0               | -                  | -                  | -                  | -           | -           | -           | 0      | 0      |
| Totale Monaco           | Totale Monaco           | Totale Monaco           | 103        | 15         |                 | 13              | 0               |                    | 13                 | 1                  |             | -           | -           | 129    | 16     |
| gen.-giu.2024           | Olympiacos              | SLE                     | 14         | 2          | CG              | 1               | 0               | UEL+UECL           | 0+0                | 0+0                | -           | -           | -           | 15     | 2      |
| Totale carriera         | Totale carriera         | Totale carriera         | 257        | 41         |                 | 37              | 6               |                    | 40                 | 5                  |             | 1           | 0           | 335    | 52     |

### Cronologia di presenze e reti in nazionale
| Cronologia completa delle presenze e delle reti in nazionale ― Portogallo | Cronologia completa delle presenze e delle reti in nazionale ― Portogallo | Cronologia completa delle presenze e delle reti in nazionale ― Portogallo | Cronologia completa delle presenze e delle reti in nazionale ― Portogallo | Cronologia completa delle presenze e delle reti in nazionale ― Portogallo | Cronologia completa delle presenze e delle reti in nazionale ― Portogallo | Cronologia completa delle presenze e delle reti in nazionale ― Portogallo | Cronologia completa delle presenze e delle reti in nazionale ― Portogallo |
| Data                                                                      | Città                                                                     | In casa                                                                   | Risultato                                                                 | Ospiti                                                                    | Competizione                                                              | Reti                                                                      | Note                                                                      |
| ------------------------------------------------------------------------- | ------------------------------------------------------------------------- | ------------------------------------------------------------------------- | ------------------------------------------------------------------------- | ------------------------------------------------------------------------- | ------------------------------------------------------------------------- | ------------------------------------------------------------------------- | ------------------------------------------------------------------------- |
| 7-10-2016                                                                 | Aveiro                                                                    | Portogallo                                                                | 6 – 0                                                                     | Andorra                                                                   | Qual. Mondiali 2018                                                       | -                                                                         | 72’                                                                       |
| 10-10-2016                                                                | Tórshavn                                                                  | Fær Øer                                                                   | 0 – 6                                                                     | Portogallo                                                                | Qual. Mondiali 2018                                                       | -                                                                         | 68’                                                                       |
| 13-11-2016                                                                | Faro                                                                      | Portogallo                                                                | 4 – 1                                                                     | Lettonia                                                                  | Qual. Mondiali 2018                                                       | -                                                                         | 72’                                                                       |
| 28-3-2017                                                                 | Funchal                                                                   | Portogallo                                                                | 2 – 3                                                                     | Svezia                                                                    | Amichevole                                                                | -                                                                         | 79’                                                                       |
| 3-6-2017                                                                  | Estoril                                                                   | Portogallo                                                                | 4 – 0                                                                     | Cipro                                                                     | Amichevole                                                                | -                                                                         | 46’                                                                       |
| 9-6-2017                                                                  | Riga                                                                      | Lettonia                                                                  | 0 – 3                                                                     | Portogallo                                                                | Qual. Mondiali 2018                                                       | -                                                                         | 55’ 57’                                                                   |
| 18-6-2017                                                                 | Kazan'                                                                    | Portogallo                                                                | 2 – 2                                                                     | Messico                                                                   | Conf. Cup 2017 - 1º turno                                                 | -                                                                         | 58’                                                                       |
| 21-6-2017                                                                 | Mosca                                                                     | Russia                                                                    | 0 – 1                                                                     | Portogallo                                                                | Conf. Cup 2017 - 1º turno                                                 | -                                                                         | 78’                                                                       |
| 24-6-2017                                                                 | San Pietroburgo                                                           | Nuova Zelanda                                                             | 0 – 4                                                                     | Portogallo                                                                | Conf. Cup 2017 - 1º turno                                                 | -                                                                         | 84’                                                                       |
| 28-6-2017                                                                 | Kazan'                                                                    | Portogallo                                                                | 0 – 0 dts (0 - 3 dtr)                                                     | Cile                                                                      | Conf. Cup 2017 - Semifinale                                               | -                                                                         | 116’                                                                      |
| 2-7-2016                                                                  | Mosca                                                                     | Portogallo                                                                | 2 – 1 dts                                                                 | Messico                                                                   | Conf. Cup 2017 - Finale 3º posto                                          | -                                                                         |                                                                           |
| 3-9-2017                                                                  | Budapest                                                                  | Ungheria                                                                  | 0 – 1                                                                     | Portogallo                                                                | Qual. Mondiali 2018                                                       | -                                                                         | 63’                                                                       |
| 7-10-2017                                                                 | Andorra la Vella                                                          | Andorra                                                                   | 0 – 2                                                                     | Portogallo                                                                | Qual. Mondiali 2018                                                       | -                                                                         | 46’                                                                       |
| 10-11-2017                                                                | Viseu                                                                     | Portogallo                                                                | 3 – 0                                                                     | Arabia Saudita                                                            | Amichevole                                                                | -                                                                         | 56’                                                                       |
| 14-11-2017                                                                | Leiria                                                                    | Portogallo                                                                | 1 – 1                                                                     | Stati Uniti                                                               | Amichevole                                                                | -                                                                         | 48’                                                                       |
| 23-3-2018                                                                 | Zurigo                                                                    | Portogallo                                                                | 2 – 1                                                                     | Egitto                                                                    | Amichevole                                                                | -                                                                         | 68’                                                                       |
| 26-3-2018                                                                 | Ginevra                                                                   | Portogallo                                                                | 0 – 3                                                                     | Paesi Bassi                                                               | Amichevole                                                                | -                                                                         | 55’                                                                       |
| 2-6-2018                                                                  | Bruxelles                                                                 | Belgio                                                                    | 0 – 0                                                                     | Portogallo                                                                | Amichevole                                                                | -                                                                         | 63’                                                                       |
| 20-6-2018                                                                 | Mosca                                                                     | Portogallo                                                                | 1 – 0                                                                     | Marocco                                                                   | Mondiali 2018 - 1º turno                                                  | -                                                                         | 59’                                                                       |
| 6-9-2018                                                                  | Lisbona                                                                   | Portogallo                                                                | 1 – 1                                                                     | Croazia                                                                   | Amichevole                                                                | -                                                                         | 46’                                                                       |
| 10-9-2018                                                                 | Lisbona                                                                   | Portogallo                                                                | 1 – 0                                                                     | Italia                                                                    | UEFA Nations League 2018-2019 - 1º turno                                  | -                                                                         | 77’                                                                       |
| Totale                                                                    |                                                                           | Presenze                                                                  | 21                                                                        |                                                                           | Reti                                                                      | 0                                                                         |                                                                           |

## Palmarès

### Club

#### Competizioni nazionali
- Supercoppa di Portogallo: 1

Sporting CP: 2015
- Coppa di Lega portoghese: 1

Sporting Lisbona: 2017-2018
- Campionato greco: 1

Olympiacos: 2024-2025

#### Competizioni internazionali
- Supercoppa UEFA: 1

Atlético Madrid: 2018
- UEFA Conference League: 1

Olympiacos: 2023-2024

### Individuale
- Squadra della stagione della UEFA Europa League: 1

2017-2018